# Macromia melpomene
Macromia melpomene là loài chuồn chuồn trong họ Macromiidae. Loài này được Ris mô tả khoa học đầu tiên năm 1913.